# Джек Раян: Теорія хаосу
«Джек Раян: Теорія хаосу» (англ. Jack Ryan: Shadow Recruit, дослівно укр. Джек Раян: Шпигун-новобранець) — американський драматичний бойовик режисера Кеннета Брани, що вийшов у січні 2014 року. У головних ролях — Кріс Пайн, Кевін Костнер. Стрічку створено на основі персонажів Тома Кленсі.
Сценаристами стрічки були Адам Козад і Девід Кепп, продюсерами — Девід Баррон, Лоренцо ді Бонавентура та інші. Прем'єра фільму запланована на 17 січня 2014 року у США, а в Україні у кінопрокаті прем'єра стрічки відбулась 16 січня 2014 року.

## Сюжет
Джек Раян, колишній морський піхотинець, живе у Москві і працює фінансовим аналітиком на мільярдера Віктора Черевіна. Проте Раяна завербувало ЦРУ і зробило агентом під прикриттям. Він дізнається, що його начальник розробив сценарій знищення економіки США і на Раяна починається полювання. Тепер він має врятувати себе, свою дружину і США.

## У ролях
| Актор         | Персонаж                                        | Роль                                |
| ------------- | ----------------------------------------------- | ----------------------------------- |
| Кріс Пайн     | Джек Раян (англ. Jack Ryan)                     | молодий аналітик ЦРУ під прикриттям |
| Кевін Костнер | Вілльям Гарпер (англ. William Harper)           | чиновник ЦРУ                        |
| Кіра Найтлі   | Кеті Раян (англ. Cathy Ryan)                    | дружина Джека Раяна                 |
| Кеннет Брана  | Віктор Черевін (англ. Viktor Cherevin)          | російський бізнесмен                |
| Алек Утгофф   | Олександр Боровський (англ. Aleksandr Borovsky) | син Віктора                         |
| Колм Фіоре    | Роб Берінґер (англ. Rob Behringer)              |                                     |
| Джемма Чан    | Емі Чанг (англ. Amy Chang)                      |                                     |
| Девід Пеймер  | Діксон Льюїс (англ. Dixon Lewis)                | американський дипломат              |
| Карен Девід   | Пенн (англ. Penn)                               | агент ФБР                           |

## Виробництво стрічки
Фільм знімали на Волл-стріт (США), у Москві (Росія), Гетфільді, Беркенгеді, Ліверпулі, Манчестері, Лондоні, на Pinewood Studios і у Будівлі Сенату Лондонського універистету (Велика Британія).

## Сприйняття

### Критика
Станом на 14 січня 2014 року рейтинг очікування фільму на сайті Rotten Tomatoes становив 97 % із 23,693 голоси, на Kino-teatr.ua — 100 % (3 голоси).
Фільм отримав змішано-позитивні відгуки: Rotten Tomatoes дав оцінку 57 % на основі 143 відгуків від критиків (середня оцінка 5,7/10) і 64 % від глядачів із середньою оцінкою 3,6/5 (38,766 голосів). Загалом на сайті фільми має змішаний рейтинг, фільму зарахований «гнилий помідор» від кінокритиків, проте «попкорн» від глядачів, Internet Movie Database — 6,6/10 (11 197 голосів), Metacritic — 57/100 (36 відгуків критиків) і 6,1/10 від глядачів (64 голоси). Загалом на цьому ресурсі від критиків фільм отримав змішані відгуки, а від глядачів — позитивні.

### Касові збори
Під час показу в Україні, що стартував 16 січня 2014 року, протягом першого тижня фільм показали у 111 кінотеатрах і він зібрав 289,359 $, що на той час дозволило йому зайняти 1 місце серед усіх прем'єр. Станом на 2 лютого 2014 року показ стрічки триває 2 тижні і за цей час стрічка зібрала 447,354 $.
Під час показу у США, що розпочався 17 січня 2014 року, протягом першого тижня фільм показали у 3,387 кінотеатрах і він зібрав 15,451,981 $, що на той час дозволило йому зайняти 4 місце серед усіх прем'єр. Станом на 2 лютого 2014 року показ фільму триває 17 днів (2,4 тижня). За цей час фільм зібрав у прокаті у США 38,968,000  доларів США (за іншими даними 38,967,970 $), а у решті світу 61,100,000  доларів США (за іншими даними 46,500,000 $), тобто загалом 100,068,000  доларів США (за іншими даними 85,467,970 $) при бюджеті 60 млн $.